# Arduino Colasanti
Arduino Colasanti (Roma, 24 giugno 1877 – Roma, 23 novembre 1935) è stato uno storico dell'arte italiano.
Fu impegnato principalmente ad approfondire la pittura delle Marche.

## Biografia
Dopo aver conseguito nel 1900 la laurea in Lettere presso la Sapienza - Università di Roma, due anni dopo fu assunto presso l'amministrazione delle Antichità e Belle Arti, della quale, nominato nel 1919, fu direttore generale sino al 1928.
Curò varie esposizioni d'arte, il restauro di alcuni monumenti, la ripresa dei lavori di scavo ad Ercolano e il recupero delle navi di Caligola sommerse nel lago di Nemi.

Fu coinvolto nei lavori iniziali che portarono alla nascita dell'Enciclopedia Treccani, e fu tra i suoi principali collaboratori.

Prese parte all'organizzazione della Mostra per celebrare il IV Centenario ariostesco, a Ferrara. Tale mostra, secondo alcune fonti, fu proposta e decisa da Italo Balbo già nel 1931 e fu sostenuta anche dal podestà cittadino, Renzo Ravenna.
Fu iniziato in Massoneria il 17 febbraio 1906 nella Loggia Roma di Roma. Morì nella città natale, a cinquantotto anni, nel 1935.
Era nonno della scrittrice Marina Colasanti.

## Opere
- Le stagioni nell'antichità e nell'arte cristiana, Roma, Società Editrice Dante Alighieri, 1901.
- Gubbio, Bergamo, Istituto italiano d'arti grafiche, 1905.
- L' Aniene, Bergamo, Istituto italiano d'arti grafiche, 1906.
- Loreto, Bergamo, Istituto italiano d'arti grafiche, 1910.
- Lorenzo e Jacopo Salimbeni da Sanseverino, Roma, Calzone, 1910.
- L'arte bisantina in Italia, prefazione di Corrado Ricci, Milano, Bestetti e Tumminelli, 1912.
- Case e palazzi barocchi di Roma, Milano, Bestetti & Tumminelli, 1913-1924.
- Le fontane d'Italia, Milano-Roma, Bestetti e Tumminelli, 1926.
- Medioevo artistico italiano, coperta e fregi del pittore Guido Marussig, Milano, Treves, 1927.
- Donatello, Roma, Casa Editrice d'Arte Valori Plastici, [dopo il 1929].
- La pittura del Quattrocento nelle Marche, Milano, Pantheon Edizioni d'arte, 1932.